# André Mercier
André Mercier – francuski strzelec, olimpijczyk. 
Dwukrotny uczestnik igrzysk olimpijskich (IO 1900, IO 1908). W Paryżu osiągnął 21. miejsce w trapie. Na igrzyskach w Londynie zajął najwyższe miejsce w karabinie małokalibrowym leżąc z 50 i 100 jardów (14. pozycja). 

## Wyniki

### Igrzyska olimpijskie
| Igrzyska    | Konkurencja                                        | Wynik              | Miejsce | Źródło |
| ----------- | -------------------------------------------------- | ------------------ | ------- | ------ |
| Paryż 1900  | Trap                                               | brak danych        | 21      | [ 1 ]  |
| Londyn 1908 | Karabin małokalibrowy leżąc, 50 i 100 jardów       | 366 pkt. (178–188) | 13      | [ 2 ]  |
| Londyn 1908 | Karabin małokalibrowy, znikająca tarcza, 25 jardów | 30 pkt.            | 19      | [ 3 ]  |
| Londyn 1908 | Karabin małokalibrowy, ruchoma tarcza, 25 jardów   | 10 pkt.            | 14      | [ 4 ]  |